# Parceiros de Igreja
Parceiros de Igreja is een plaats (freguesia) in de Portugese gemeente Torres Novas en telt 985 inwoners (2001).